# Muldrow (Oklahoma)
Muldrow es un pueblo ubicado en el condado de Sequoyah en el estado estadounidense de Oklahoma. En el año 2010 tenía una población de 3466 habitantes y una densidad poblacional de 346,6 personas por km².

## Geografía
Muldrow se encuentra ubicado en las coordenadas 35°24′16″N 94°36′4″O / 35.40444, -94.60111 (35.404444, -94.601111).

## Demografía
Según la Oficina del Censo en 2000 los ingresos medios por hogar en la localidad eran de $26,216 y los ingresos medios por familia eran $32,083. Los hombres tenían unos ingresos medios de $26,603 frente a los $18,984 para las mujeres. La renta per cápita para la localidad era de $11,918. Alrededor del 18.2% de la población estaban por debajo del umbral de pobreza.